# Mesagros

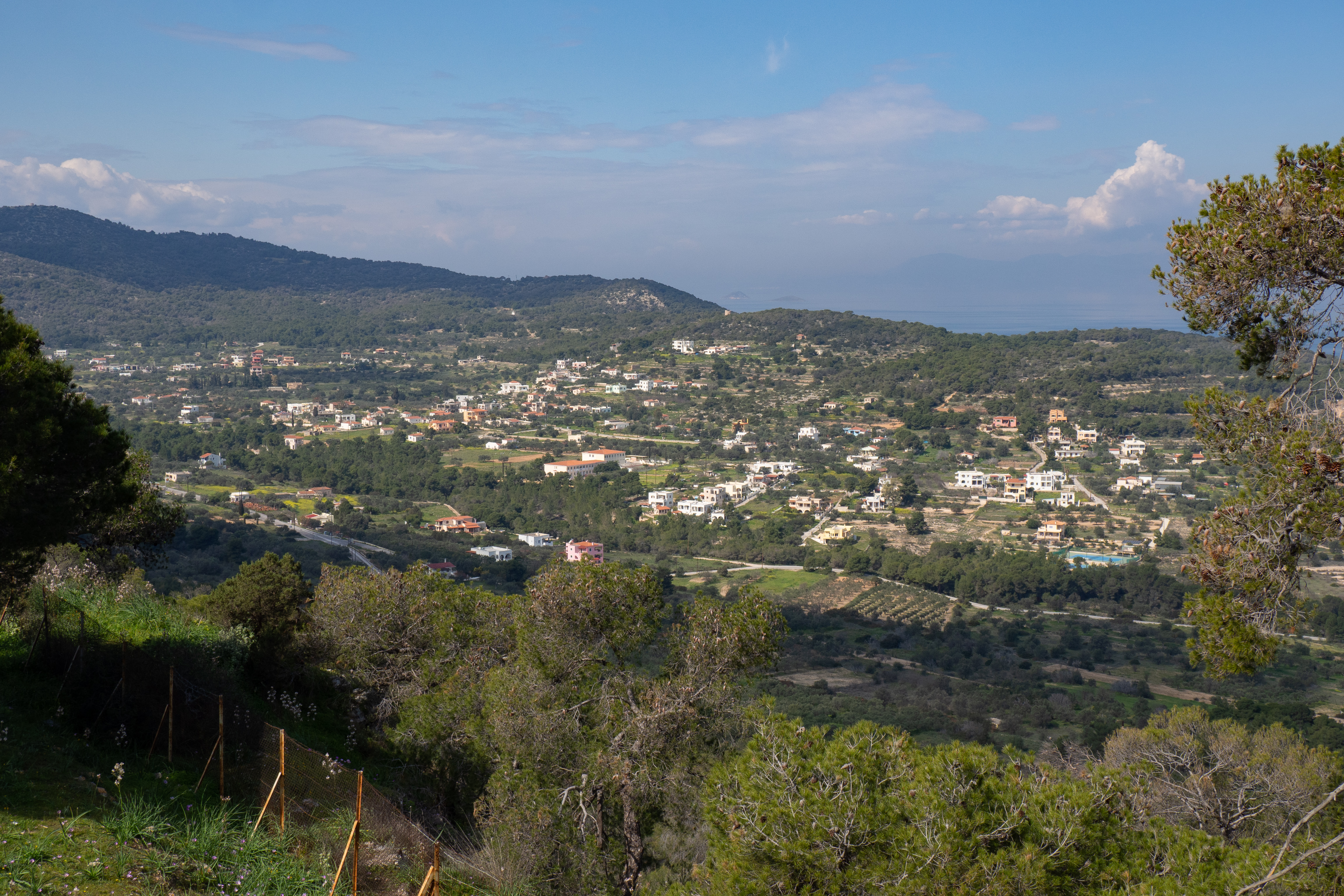
Uitzicht op Mesagros vanaf de tempel van Aphaia, Aegina.

Mesagros (Grieks: Μεσαγρός) is een nederzetting op Egina, in de regionale eenheid Eilanden in de regio Attica, in Griekenland. Volgens de volkstelling van 2011 heeft Mesagros 575 inwoners. Het is gebouwd op een hoogte van 80 m, op een afstand van negen kilometer van de stad Egina. Het dankt zijn naam aan het feit dat het is gebouwd op een plateau omgeven door heuvels.
Het dorp staat bekend om zijn pottenbakkerijen. De klei in Egina is rijk aan kalk en heeft eigenschappen waardoor de vraag naar Egina-kannen in Griekenland tot de introductie van de elektrische koelkast in de tweede helft van de 20e eeuw de vraag sterk verminderde. In Mesagros bleef in 2010 een keramiekatelier in bedrijf. Het dorp heeft ook een agrarische economie.
In Mesagros staat de kerk van Panagia Politissa, die werd gebouwd door vluchtelingen die Constantinopel ontvluchtten na de val in 1453. In Mesagros staat ook het huis van Rodakis, een traditioneel huis gebouwd in 1884 door de boer Alekos Rodakis. In 2001 werd het samen met de omgeving aangewezen als historisch monument en als kunstwerk omdat het een uitstekend voorbeeld is van traditionele Egina-architectuur met bijzonder opmerkelijke decoratieve elementen, perfect geïntegreerd in het natuurlijke landschap. Vlak bij Mesagros ligt ook de tempel van Aphaia.